# رضا روحانی
رضا روحانی (۹ آبان ۱۳۵۶، رشت) نوازنده و تهیه‌کننده موسیقی ایرانی است. او پسر انوشیروان روحانی و برادرزاده شهرداد روحانی و از شاگردان استاد سيد مجتبی احمدی بوده‌است.

## زندگی شخصی
رضا روحانی فرزند انوشیروان روحانی، برادرزاده شهرداد روحانی و اردشیر روحانی، و خواهرزاده پوران، خواننده پرآوازه ایرانی، است.
وی در سنّ ۱۴ سالگی به آلمان رفت و در شهر هانوفر تحت نظارت مجید سمیعی جراح مغز ایرانی که دوست صمیمی پدرش است در مدرسه شبانه‌روزی به تحصیل پرداخت. او سپس به کالج موسیقی و تئاتر هانوفر راه یافت و در رشته موسیقی جاز مدرک کارشناسی گرفت.
رضا پس از ۱۳ سال اقامت و تحصیل در آلمان به ایران بازگشت و با همکاری جمعی از نوازندگان گروه آنسوی ماه را تأسیس کرد.
رضا روحانی در سال ۱۳۸۷ پس از برنده شدن در قرعه کشی گرین کارت لاتاری، به آمریکا مهاجرت نمود. رضا روحانی در گفتگویی با پلاک ۵۲ در مورد سوالی در خصوص ریشه های ژنتیکی پایستگی هنر و مویسقی ( در سه نسل) در خانواده روحانی پاسخ می‌گوید.

## فعالیت حرفه‌ای
او پیش از این آلبومی در ایران منتشر کرده بود به نام بذر ماه و پس از آن آلبومی به نام کولی‌ها منتشر کرد که در تهران هم کنسرت داده‌است. او همچنین چند همکاری با سارا نایینی داشته‌است. او در مدرسه تئاتر هانوفر و کالج موسیقی برکلی تحصیل کرده‌است. او آهنگساز و تنظیم‌کننده آهنگ مناجات در آلبوم عکس خصوصی از گوگوش بوده‌است.

## استیج
رضا روحانی در فصل اول و فصل دوم برنامهٔ استعدادیابی استیج که از شبکه تلویزیونی من و تو پخش می‌شد، به عنوان یکی از چهار داور و موزیک‌پرودیوسِر اصلی، حضور داشت.